# کیتی آرمیگر
کیتلین میشل آرمیگر (متولد ۲۳ ژوئن ۱۹۹۱) یک هنرمند کانتری از شوگر لند، تگزاس، ایالات متحده است. از سال ۲۰۱۴، آرمیگر چهار آلبوم برای Cold River Records منتشر کرده است و هفت تک آهنگ را در چارت آهنگ‌های کانتری بیلبورد و کانتری ایرپلی چارت کرده است.
اولین آلبوم کیتی آرمیگر با نام خود در ۲۱ اوت ۲۰۰۷ در Cold River Records در ایالات متحده منتشر شد. هفت قطعه اول آلبوم او توسط آرمیگر با اولیوریوس و اشلی هویت نوشته شد.

## آهنگ‌شناسی

### آلبوم‌های استودیویی
| عنوان                                                  | جزئیات آلبوم                                                                            | اوج موقعیت‌های نمودار | اوج موقعیت‌های نمودار | اوج موقعیت‌های نمودار | اوج موقعیت‌های نمودار |
| عنوان                                                  | جزئیات آلبوم                                                                            | کشور آمریکا          | ایالات متحده         | ایالات متحده ایندی   | ایالات متحده حرارت   |
| ------------------------------------------------------ | --------------------------------------------------------------------------------------- | -------------------- | -------------------- | -------------------- | -------------------- |
| کیتی آرمیگر                                            | - تاریخ انتشار: ۱۴ اوت ۲۰۰۷ - برچسب: Cold River Records - فرمت: سی دی، دانلود موسیقی    | -                    | -                    | -                    | -                    |
| ایمان داشتن                                            | - تاریخ انتشار: ۱ ژوئیه ۲۰۰۸ - برچسب: Cold River Records - فرمت: سی دی، دانلود موسیقی   | -                    | -                    | -                    | -                    |
| اعترافات یک دختر خوب                                   | - تاریخ انتشار: ۵ اکتبر ۲۰۱۰ - برچسب: Cold River Records - فرمت: سی دی، دانلود موسیقی   | ۵۸                   | -                    | -                    | ۳۶                   |
| سقوط در من                                             | - تاریخ انتشار: ۱۵ ژانویه ۲۰۱۳ - برچسب: Cold River Records - فرمت: سی دی، دانلود موسیقی | ۷                    | ۳۲                   | ۶                    | -                    |
| «—» نشان‌دهنده نسخه‌هایی است که در نمودار قرار نگرفته‌اند |                                                                                         |                      |                      |                      |                      |

### تک آهنگ‌ها
| سال                                                      | مجرد                   | موقعیت‌های بالای نمودار | موقعیت‌های بالای نمودار   | آلبوم                |
| سال                                                      | مجرد                   | کشور آمریکا            | پخش هواشناسی کشور آمریکا | آلبوم                |
| -------------------------------------------------------- | ---------------------- | ---------------------- | ------------------------ | -------------------- |
| ۲۰۰۷                                                     | "17 در ابیلین"         | -بله.                  | -بله.                    | کتی ارمیگر           |
| ۲۰۰۸                                                     | "من را باور کن"        | -بله.                  | -بله.                    | کتی ارمیگر           |
| ۲۰۰۸                                                     | "غیر دیده"             | -بله.                  | -بله.                    | باور کن              |
| ۲۰۰۹                                                     | "راه دروغ"             | -بله.                  | -بله.                    | باور کن              |
| ۲۰۰۹                                                     | " رفته "               | -بله.                  | -بله.                    | باور کن              |
| ۲۰۱۰                                                     | "من رو بوس کن حالا"    | ۵۵                     | -بله.                    | اعترافات یک دختر خوب |
| ۲۰۱۰                                                     | "از خانه"              | -بله.                  | -بله.                    | اعترافات یک دختر خوب |
| ۲۰۱۰                                                     | "بهترین آهنگ تا حالا"  | ۴۲                     | -بله.                    | اعترافات یک دختر خوب |
| ۲۰۱۱                                                     | "من می‌کنم اما می‌کنم"   | -بله.                  | -بله.                    | اعترافات یک دختر خوب |
| ۲۰۱۱                                                     | "برخورد"               | ۴۷                     | -بله.                    | اعترافات یک دختر خوب |
| ۲۰۱۲                                                     | "به لباس سیاه بهتر"    | ۴۵                     | ۴۲                       | به من افتی           |
| ۲۰۱۳                                                     | "با آتش بازی"          | -بله.                  | ۵۰                       | به من افتی           |
| ۲۰۱۴                                                     | "امنی"                 | -بله.                  | ۵۷                       | به من افتی           |
| ۲۰۱۴                                                     | "یک شب در میان دوستان" | -بله.                  |                          |                      |
| " - " به انتشارات که در نمودار قرار نگرفته‌اند اشاره دارد |                        |                        |                          |                      |

### تک آهنگ‌های برجسته
| سال  | عنوان   | هنرمند      | آلبوم |
| ---- | ------- | ----------- | ----- |
| 2014 | "درخشش" | کوکو جونز\| |       |

### نماهنگ
| سال  | عنوان                                     | کارگردان       |
| ---- | ----------------------------------------- | -------------- |
| ۲۰۰۷ | "17 در ابیلین"                            | کریستین بارلو  |
| ۲۰۰۸ | "مرا باور کن"                             | کریستین بارلو  |
| ۲۰۰۸ | "غیره"                                    | استیون شپرد    |
| ۲۰۰۸ | " تمام آنچه برای کریسمس می‌خواهم تو هستی " | گلن سوئیس      |
| ۲۰۰۸ | "من فقط می‌خواهم در این کریسمس با تو باشم" | گلن سوئیس      |
| ۲۰۰۹ | "رد دروغ"                                 | استیون شپرد    |
| ۲۰۰۹ | "رفته"                                    | تریسی گودی     |
| ۲۰۱۰ | "منو الان ببوس"                           | ایوان کافمن    |
| ۲۰۱۰ | "ترک خانه"                                | استیون شپرد    |
| ۲۰۱۰ | "بهترین آهنگ همیشه"                       | استیون شپرد    |
| ۲۰۱۱ | "من انجام می‌دهم اما انجام می‌دهم"          | استیون شپرد    |
| ۲۰۱۱ | "جیغ"                                     | رایان همبلین   |
| ۲۰۱۲ | "با لباس مشکی بهتره"                      | استیون شپرد    |
| ۲۰۱۳ | "بازی با آتش"                             | استیون شپرد    |
| ۲۰۱۴ | "بی خطر"                                  | جاستین بالدونی |
| ۲۰۱۴ | "یک شب بین دوستان"                        | جاستین بالدونی |